# Dolga Poljana
Dolga Poljana je vas v Občini Ajdovščina.
Dolga Poljana je tipična vipavska vas, leži na prisojni strani Vipavske doline med Ajdovščino in Vipavo. Spada v skupno župnijsko faro Budanje. Nad vasico leži daleč po dolini vidna Podrta gora, pobočje polno velikih skal. Skozi vas poteka povezovalna cesta proti Colu - Kovku, priljubljeni točki za padalce in zmajarje.
Na vasi obstaja le še ena velika in tri manjše kmetije, nekaj obrtnikov, ostali prebivalci pa so zaposleni drugje. V vasi je nekaj vzrejevalcev konj ter večji čebelar.

## Projekti
Med večje projekte, ki so se izvajali v letu 2004 sodi izgradnja novega vodovodnega omrežja, ki je poenotila oskrbo z vodo po celi vasi. Pomemben projekt za vas je bil tudi nakup zemljišča in izgradnja novega športno rekreacijskega centra v Martinšah, kjer že stoji balinišče. Postavljenih je bilo najmanj osem novih drogov za javno razsvetljavo in obnovljena obstoječa razsvetljava. Pomembna pridobitev je tudi razširitev glavne dovozne ceste v Dolgo Poljano. 

## Klima
- Povprečna poletna temperatura: 29 °C
- Povprečna zimska temperatura: 14 °C
- Število sončnih dni na leto: 300
- Število deževnih dni na leto: 46

## Prebivalstvo
Etnična sestava 1991:

Slovenci: 308 (99,4 %)

Muslimani: 1 

Hrvati: 1